# Gustav Scheuthauer
Gustav S. Scheuthauer (* 11. März 1832 in Trebischau (Tőketerebes), Kaisertum Österreich; † 28. Januar 1894 in Budapest) war ein ungarischer Pathologe.
Scheuthauer, der zunächst Novize in einer Benediktiner-Abtei war, studierte Medizin in Wien mit der Promotion 1861. Er war ab 1860 zweiter und ab 1865 erster Assistent am pathologischen Institut der Universität Wien bei Carl von Rokitansky und wurde 1870 Privatdozent für pathologische Anatomie. Im selben Jahr wurde er Primar-Prosektor am Krankenhaus Brünn und ebenfalls 1870 außerordentlicher Professor für pathologische Histologie in Budapest. Außerdem war er ab 1871 Primar-Prosektor an den Krankenhäusern in Budapest und war der einzige Gerichtsanatom der Stadt. 1874 wurde er ordentlicher Professor für pathologische Anatomie in Budapest. 1878 wurde er außerordentlicher und 1884 ordentlicher Sanitätsrat.
Er war Autor in der Real-Encyclopädie der gesammten Heilkunde und veröffentlichte in der Pathologie unter anderem über Wurmkrankheiten und außerdem über Medizingeschichte (Papyrus Ebers).
- Beiträge zu Albert Eulenburgs Real-Encyclopädie der gesammten Heilkunde. Erste Auflage.
  - Band 6 (1881) (Digitalisat), S. 95–100: Gliom
  - Band 8 (1881) (Digitalisat), S. 517–524: Makrocephalie
  - Band 9 (1881) (Digitalisat), S. 43–49: Mikrocephalie; S. 544–557: Neubildung; S. 593–599: Neurom
  - Band 10 (1882) (Digitalisat), S. 500–502: Perlgeschwulst